# Desulfobacteraceae
Die Desulfobacteraceae bilden eine Familie von innerhalb der Ordnung Desulfobacterales. Wie alle Familien der Ordnung Desulfobacterales sind sie in der Lage Sulfat zu reduzieren (Desulfurikation). Durch die Sulfatreduktion wird Energie gewonnen, welche in den weiteren Stoffwechsel umgesetzt wird. Als Endprodukt wird Schwefelwasserstoff (H2S) ausgeschieden. Man spricht hier auch von der Sulfatatmung.

## Lebensweise
Die meisten Arten der sulfatreduzierenden Bakterien sind obligat anaerob, sie können nur unter Ausschluss von Sauerstoff leben. Solche Bedingungen herrschen z. B. innerhalb von Schlammböden von Seen oder in unter Wasser stehenden Erdböden. Einige (z. B. Arten der Gattung Desulfobacterium) sind chemolithotroph, sie sind dazu in der Lage sich ausschließlich von anorganischen Stoffen mit Wasserstoff als Elektronendonator zu ernähren. Als Kohlenstoffquelle dient ihnen Kohlendioxid. Einige Arten kommen ausschließlich im Meerwasser vor (z. B. Desulfobacterium).

## Morphologie
Die Zellgestalt ist bei den verschiedenen Gattungen unterschiedlich, es gibt fädige (filamentöse) Formen (beispielsweise. bei Desulfonema) aber auch stäbchenförmige (Desulfobakterium) oder kokkoide Zellen die Paketförmig aneinandergelagert sind, sogenannte Sarcinen (Desulfosarcina). Einige Arten besitzen Geißeln (zum Beispiel Desulfobacter).

## Systematik
Diese Familie besteht aus folgenden Gattungen:
- Desulfatibacillum Cravo-Laureau et al. 2004
- Desulfatiferula Cravo-Laureau et al. 2007
- Desulfatirhabdium Balk et al. 2008
- Desulfatitalea Higashioka et al. 2013
- Desulfobacter Widdel 1981
- Desulfobacterium Bak & Widdel 1988
- Desulfobacula Rabus et al. 2000
- Desulfobotulus Kuever et al. 2009
- Desulfocella Brandt et al. 1999
- Desulfococcus Widdel 1981
- Desulfoconvexum Könneke et al. 2013
- Desulfofaba Knoblauch et al. 1999
- Desulfofrigus Knoblauch et al. 1999
- Desulfoluna Suzuki et al. 2008
- Desulfonatronobacter Sorokin et al. 2012
- Desulfonema Widdel 1981
- Desulforegula Rees & Patel 2001
- Desulfosalsimonas Kjeldsen et al. 2010
- Desulfosarcina Widdel 1981
- Desulfospira Finster et al. 1997
- Desulfotignum Kuever et al. 2001
- Phorcysia Pérez-Rodríguez et al. 2012

Desulfomusa mit der einzigen Art Desulfomusa hansenii wurde zu der Gattung Desulfofaba gestellt.